# 鹿部駅 (大沼電鉄)
鹿部駅（しかべえき）は、かつて北海道（渡島支庁（現・渡島総合振興局））茅部郡鹿部村（現・鹿部町）鹿部にあった大沼電鉄の駅（廃駅）である。

## 歴史
1929年（昭和4年）に大沼電鉄の新本別 - 当駅間の延伸開業により終着駅として開業したが、国鉄函館本線新線（通称：砂原線）開通に伴う不要不急線指定により大沼電鉄が全線廃止となり、1945年（昭和20年）に廃止となった。
1948年（昭和23年）に大沼電鉄の新銚子口 - 当駅間の再開業により、駅名を鹿部温泉駅（しかべおんせんえき）へ改称して再度開業した。翌年には国鉄鹿部駅の鷹待駅への改称に伴い鹿部駅に再改称したが、大沼電鉄全線廃止により1952年（昭和27年）に再度廃止となった。

### 年表
- 1929年（昭和4年）1月31日：大沼電鉄（戦前） 新本別駅 - 当駅間の延伸開業に伴い、同線の終着駅として開業[1]。
- 1930年（昭和5年）：駅舎を改築[2]。
- 1945年（昭和20年）6月1日：不要不急線指定による大沼電鉄（戦前）の廃線に伴い、廃駅となる。同日、国有鉄道函館本線（砂原線）大沼駅 - 渡島砂原駅間開通に伴い、同線の鹿部駅が開業[1]。
- 1948年（昭和23年）1月16日：大沼電鉄（戦後） 新銚子口駅 - 当駅間の開通に伴い、鹿部温泉駅として再開業[1]。
- 1949年（昭和24年）2月20日：鹿部温泉駅が鹿部駅に再改称。同時に、国有鉄道函館本線（砂原線）の鹿部駅は鷹待駅（たかまちえき）に改称[1]。
- 1952年（昭和27年）12月25日：大沼電鉄（戦後）の全線廃止に伴い、再度廃駅となる[1]。

## 駅構造
1929年（昭和4年）の駒ヶ岳の噴火によって被災した駅舎が1930年（昭和5年）に改築され、駅前には噴水池や温水プールがあった。

## 駅周辺
当駅は鹿部地区の内浦湾岸にほど近い場所にあり、当駅の南側には鹿部温泉があり最寄り駅となっていた。
- 国道278号
- 鹿部郵便局
- 鹿部町立鹿部小学校
- 鹿部公園

## 廃止後の現状
当駅跡および路盤跡は住宅地となっている。

## その他
1930年（昭和5年）に改築された駅舎が絵葉書となっている。

## 隣の駅
大沼電鉄
大沼電鉄線（戦前）
新本別駅 - 鹿部駅
大沼電鉄線（戦後）
宮の浜駅 - 鹿部駅